# UPM-Kymmene
UPM-Kymmene Oyj je finská dřevozpracující společnost se sídlem v Helsinkách. Je akciovou společností a předsedou jejího představenstva je Björn Wahlroos.
Firma vznikla 1. května 1996 spojením Kymmene Oy a UPM (United Paper Mills). Společnost Kymmene byla založena v roce 1872 a pojmenována podle švédského názvu řeky Kymijoki. Spojené papírny (Yhtyneet Paperitehtaat, United Paper Mills) vznikly roku 1920 a od počátku devadesátých let vystupovaly pod značkou Repola a patřily pod Kansallis-Osake-Pankki. V roce 2011 se součástí firmy stala také Myllykoski Corporation.
Společnost používá logo s vyobrazením gryfa, které vytvořil v roce 1899 pro Kymmene Hugo Simberg a je nejstarším firemním symbolem ve Finsku. Gryf je v mytologii strážcem pokladů, tím je v tomto případě míněno bohatství severských lesů. 
Obrat společnosti v roce 2021 činil 9,8 miliardy eur a měla 123 000 akcionářů. Akcie firmy jsou kótovány na Helsinské burze cenných papírů. Má šest divizí: UPM Fibres, UPM Energy, UPM Raflatac, UPM Specialty Papers, UPM Communication Papers a UPM Plywood. Pro UPM-Kymmene pracuje 17 000 lidí. Má továrny ve dvanácti zemích: Finsko, Estonsko, Rusko, Polsko, Rakousko, Německo, Francie, Spojené království, Spojené státy americké, Uruguay, Čína a Malajsie. Nejstarší podnik se nachází ve francouzském Docelles a pochází z patnáctého století. Historická papírenská vesnice Verla v provincii Kymenlaakso byla zapsána na seznam světového dědictví.
Firma vyrábí z odpadu při výrobě buničiny biopaliva značky UPM BioVerno. Řídí se normou ISO 14001, získala certifikát Forest Stewardship Council a zapojila se do projektu Global Compact. Je však také kritizována za neetické jednání se zaměstnanci, v roce 2022 proběhla velká stávka, která donutila vedení uzavřít první kolektivní smlouvu.